# Мілгость
Мілгость (словац. Milhosť) — село в окрузі Кошиці-околиця Кошицького краю Словаччини. Площа села 7,84 км². Станом на 31 грудня 2016 року в селі проживало 393 жителі.

## Історія
Перші згадки про село датуються 1318 роком.

## Географія
Протікає Соколянський потік.

## Населення
| Рік:            | 1994. | 2004.   | 2014.   | 2024.   |
| --------------- | ----- | ------- | ------- | ------- |
| Кількість осіб: | 355   | 373     | 389     | 402     |
| Різниця:        |       | +5,07 % | +4,28 % | +3,34 % |

| Рік:            | 2023. | 2024.   |
| --------------- | ----- | ------- |
| Кількість осіб: | 387   | 402     |
| Різниця:        |       | +3,87 % |